# ボジャナ・ブティガン
ボジャナ・ブディガン（Božana Butigan、2000年8月19日 - ）は、クロアチアのバレーボール選手。クロアチア代表。

## 来歴

### クラブチーム
ボスニア・ヘルツェゴビナのモスタル出身。2016年、HAOK Mladostへ入団。2017/18～2019/20シーズンの国内リーグでは3連覇を果たした。2018/19シーズンの国内リーグではベストミドルブロッカー賞を受賞した。2020/21シーズンはイタリアセリエA1の強豪イモコ・バレー・コネリアーノへ加入し、セリエAリーグ、イタリアカップで2冠を果たし、欧州チャンピオンズリーグで優勝を経験した。2021/22シーズン途中でバレー・ベルガモへの移籍が発表され、2022/23シーズンからはレギュラーとして活躍をみせた。

### 代表チーム
2017年、シニア代表に初選出され同年のワールドグランプリでデビューした。2019年、欧州選手権に出場した。2020年、東京五輪欧州大陸予選に出場した。2021年、ヨーロッパリーグで銀メダルを獲得した。2022年、チャレンジャーカップで優勝した。同年10月の世界選手権に出場した。

## 球歴
- 世界選手権 - 2022年
- 欧州選手権 - 2019年、2021年、2023年
- ワールドグランプリ - 2017年

## 所属クラブ
- HAOK Mladost（2016-2020年）
- イモコ・バレー・コネリアーノ（2020-2022年）
- バレー・ベルガモ（2022-2024年）
- イル・ビゾンテ・フィレンツェ（2024年-）